# Muraena
Genre
Muraena est un genre de poissons de la famille des murènes.

## Liste des espèces
Selon World Register of Marine Species (30 septembre 2015) :
- Muraena appendiculata (Guichenot, 1848)
- Muraena argus (Steindachner, 1870) -- Pacifique est
- Muraena augusti (Kaup, 1856)
- Muraena clepsydra Gilbert, 1898 -- Pacifique est
- Muraena helena Linnaeus, 1758 - murène commune (Méditerranée)
- Muraena lentiginosa Jenyns, 1842 -- Pacifique est
- Muraena melanotis (Kaup, 1859)
- Muraena pavonina John Richardson, 1845
- Muraena retifera Goode & Bean, 1882 -- Caraïbes
- Muraena robusta Osório, 1911 -- Atlantique tropical

Muraena augusti
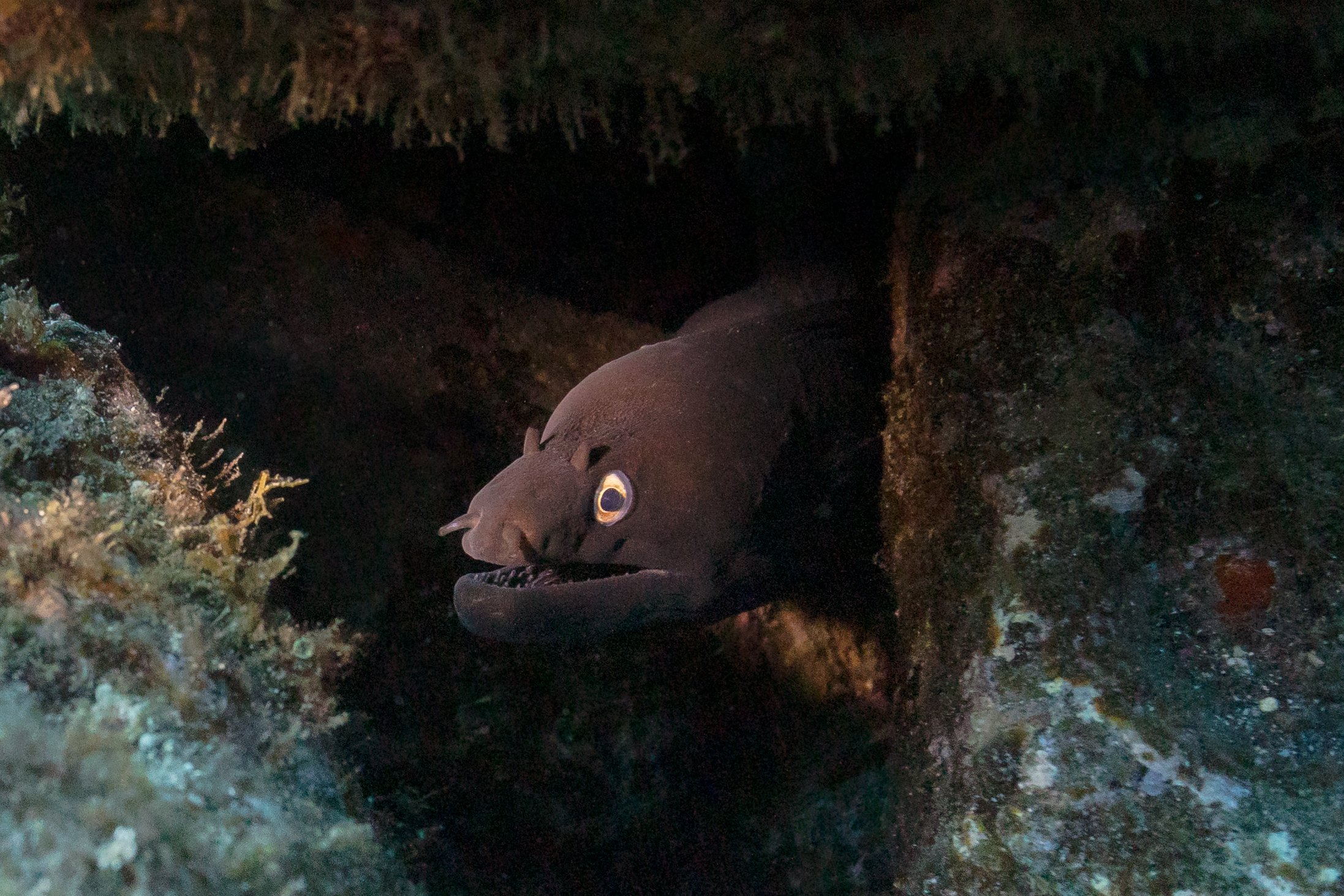
Une muraena augusti près de Faial (île) aux Açores.
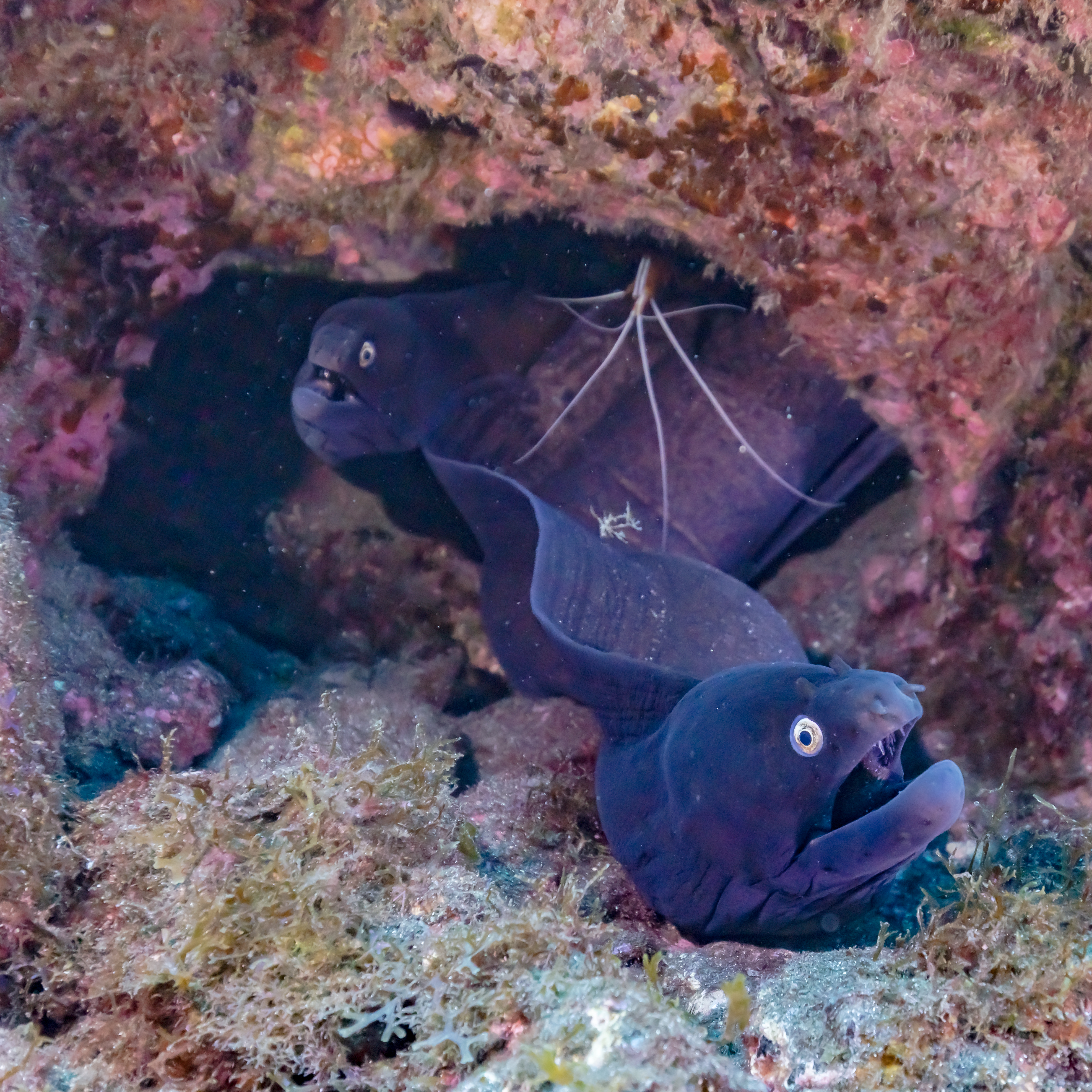
Muraena augusti accompagnés d'une crevette nettoyeuse au large de Tenerife (Espagne).
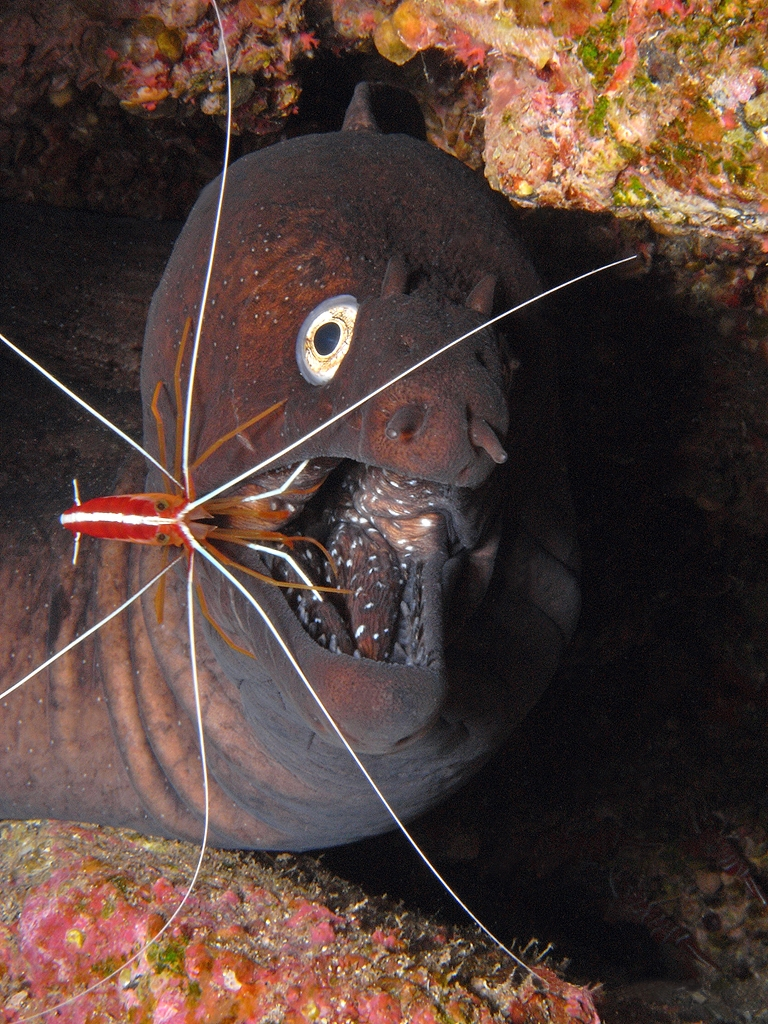
Muraena augusti

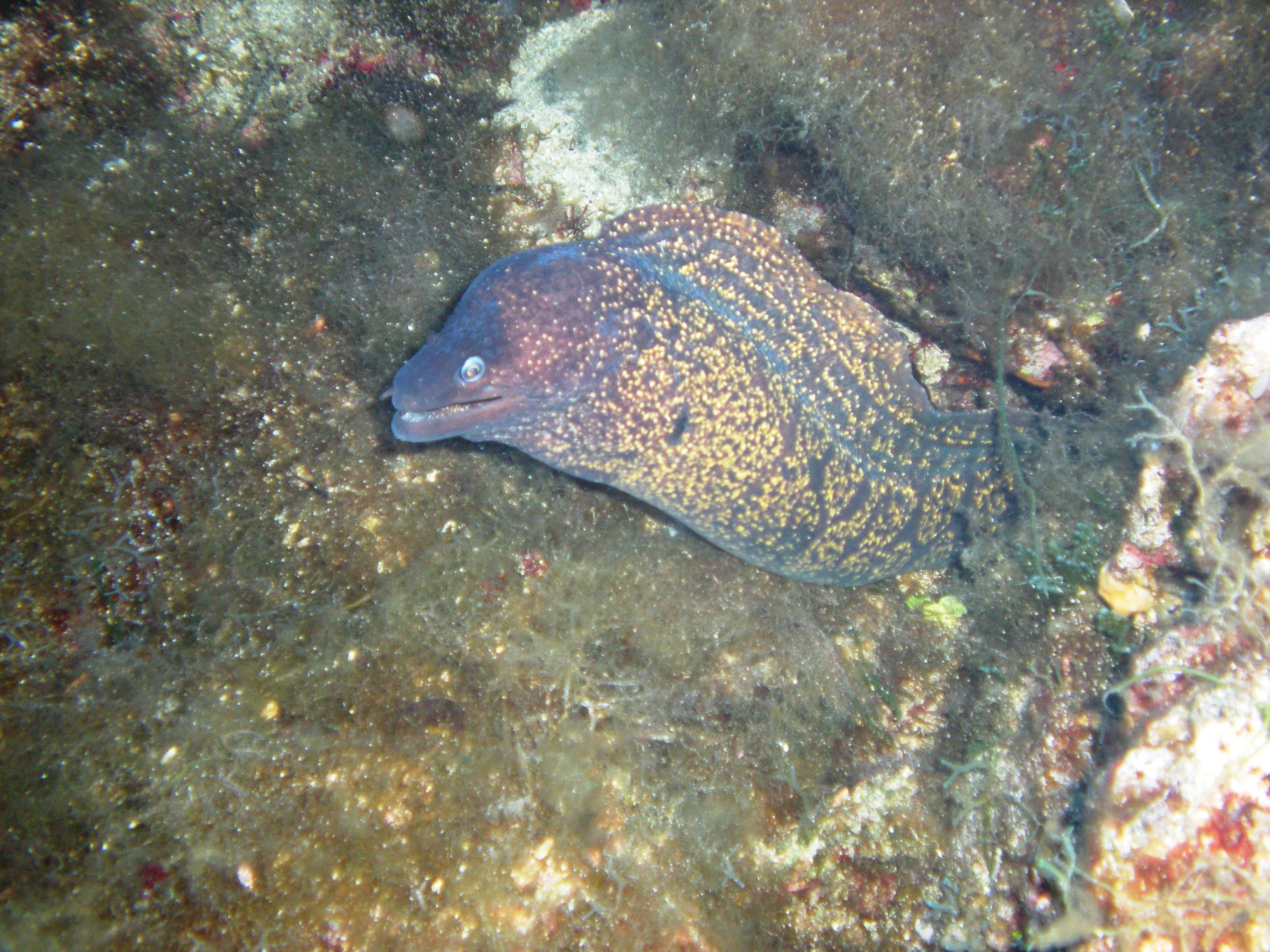
Muraena helena
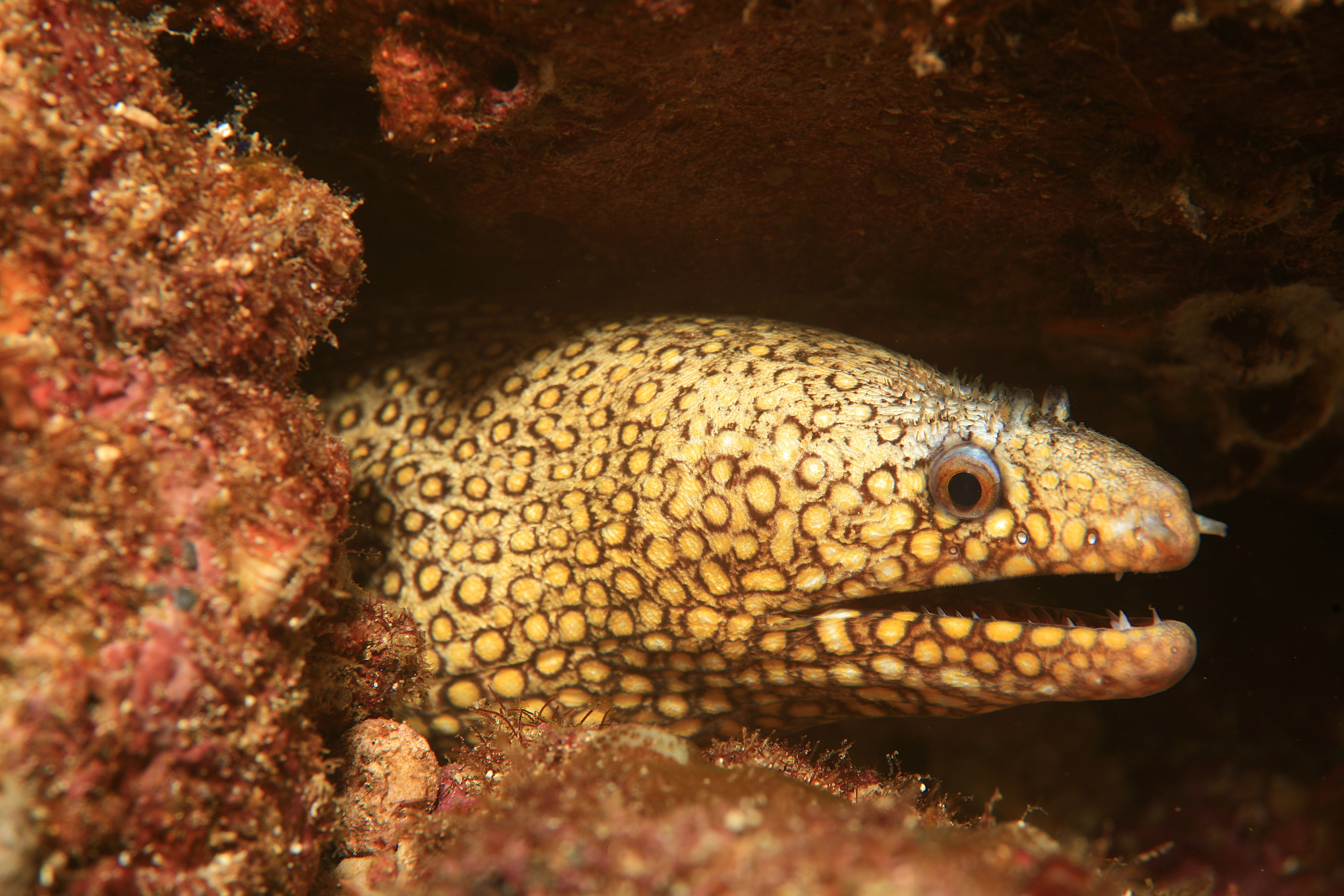
Muraena lentiginosa
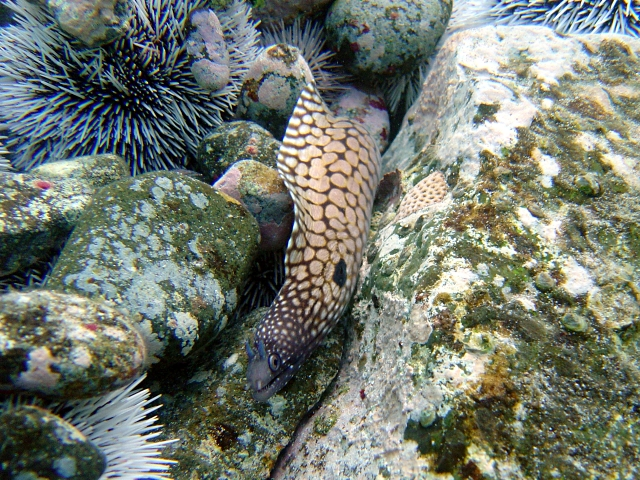
Muraena pavonina
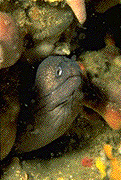
Muraena retifera